# Schloss Steinort

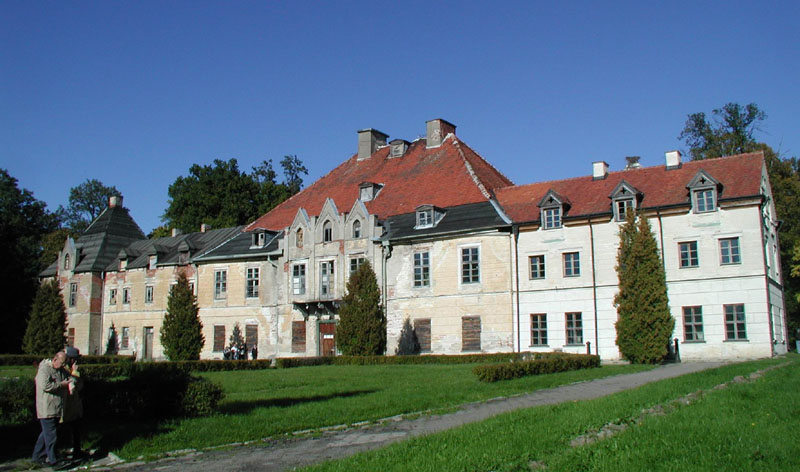
Schloss Steinort im Jahr 2000

Schloss Steinort (polnisch Pałac w Sztynorcie) ist ein Schloss auf einer Landzunge zwischen Dargeinen- und Mauersee in der polnischen Woiwodschaft Ermland-Masuren. Es war bis 1945 der ostpreußische Stammsitz derer von Lehndorff. Das Gutsdorf Steinort heißt heute Sztynort.

## Geschichte
Anfang des 16. Jahrhunderts wurde die Familie von Lehndorff, die in der Gegend von Königsberg ansässig war, mit einem großen Stück Land belehnt, welches „Steinorter Wildnis“ hieß. Viele angrenzende Orte gehörten dazu.
Die ersten Besitzer hießen mit Vornamen Casper, Fabian und Sebastian. Sie waren Amtshauptmänner von Preußisch Eylau bzw. von Oletzko, gefolgt von Meinhard (Landrat von Rastenburg, Oberstleutnant, geboren 1590). Er legte den Steinorter Park, die Eichenallee sowie den Kreuzgang aus ionischen Säulen an. Ein Teil der Eichen steht für jedes auf Steinort geborene Kind der Familie von Lehndorff. Der Ort mit dem zugehörigen Gutshof ist auch der Stammsitz der Familie von Lehndorff. Der 1637 geborene Ahasverus war Nachfolger auf Steinort. Seine dritte Frau Eleonore ließ das Herrenhaus errichten. Sein Sohn Ernst Ahasverus übernahm die Nachfolge. Von 1758 führte dessen Sohn Ernst Ahasverus Heinrich (geboren 1727) die Linie weiter. 1770 wurde sein Sohn Carl Ludwig geboren, er übernahm dann Steinort. Er hatte fünf Kinder, und sein ältester Sohn Carl Meinhard übernahm 1854 Steinort. Carl Meinhard heiratete seine Cousine Anna, geborene Gräfin Hahn-Basedow, die nach seinem Tod 1883 die Leitung des Besitzes bis zur Mündigkeit ihres Sohnes Carl Meinhard übernahm. Dieser Carl Meinhard („Caroll“) blieb Junggeselle. Da er somit kinderlos war, ging der Besitz nach seinem Tode im Jahr 1936 auf die Linie Preyl seines Onkels Heinrich über. Von dessen beiden Söhnen erbte der jüngere, Manfred. Der ältere, Heinrich, war im Ersten Weltkrieg gefallen. Manfred verzichtete und übergab an seinen Sohn Heinrich Graf von Lehndorff, der wegen seiner Beteiligung am Attentat auf Hitler 1944 ermordet wurde. Da Heinrichs Bruder, Ahasverus, im Krieg gefallen war, hätte Hans von Lehndorff (Vetter von Heinrich) die Linie weiterführen können.
Unter Leitung des erfahrensten Restaurators der Königlichen Schlösser in Berlin wurde das Schloss Ende der 1930er Jahre einer grundhaften Sanierung unterzogen, nachdem es zuvor seit dem Ersten Weltkrieg vernachlässigt und durchfeuchtet gewesen war. Es war bis zum Einzug der Roten Armee im Januar 1945 in tadellosem Zustand.
Heinrich Graf von Lehndorff bewohnte mit seiner Familie einen Flügel des Schlosses, in der anderen Hälfte wurde 1941 das Feldquartier von Reichsaußenminister Ribbentrop eingerichtet. Sein Stab bewohnte das nahe Gästeheim „Jägerhöhe“ am Schwenzaitsee. Sechs Kilometer nördlich von Steinort hatte das Oberkommando des Heeres sein Feldlager „Mauerwald“ mit ausgedehntem Bunkersystem gebaut. Elf Kilometer östlich des Ortes befand sich Himmlers Feldkommandostelle „Hegewald“, 25 km südwestlich lag das „Führerhauptquartier Wolfsschanze“, wo am 20. Juli 1944 das Attentat auf Hitler stattfand.

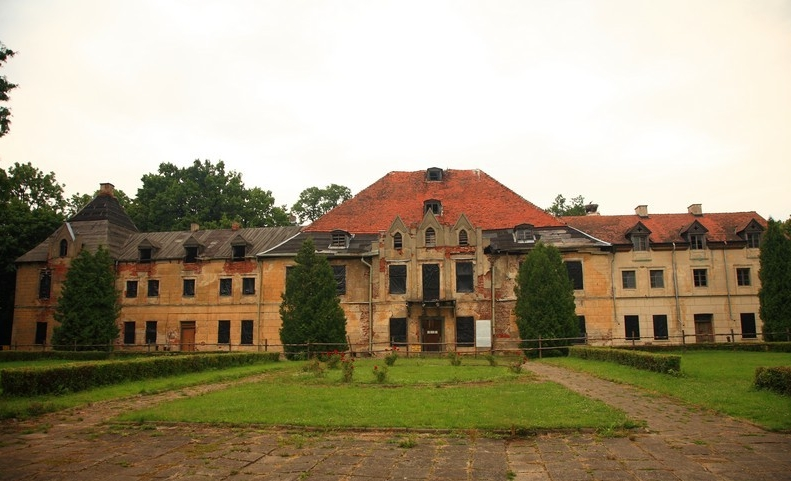
Schloss Steinort im Jahr 2008

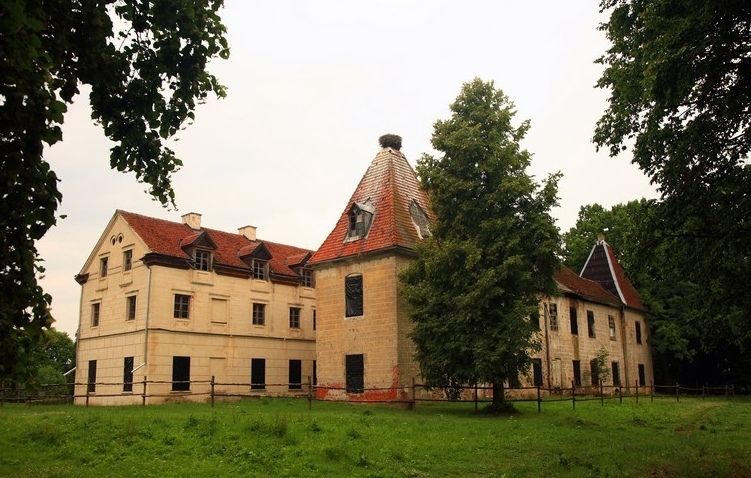
Parkseite von Schloss Steinort im Jahr 2008

Nach längerer Besetzung durch die Rote Armee seit 1945 war im Schloss ab den 1950er Jahren eine landwirtschaftliche Produktionsgenossenschaft (PGR) untergebracht. In den 1990er Jahren kam die gesamte Anlage mit Wirtschaftsbereich in die Hände eines Österreichers, dann, 1995, an einen Warschauer Yachtbetreiber. Derzeit kann das Schloss nur von außen besichtigt werden, da es mit der Zeit stark verfiel und mit den Renovierungsarbeiten erst kürzlich begonnen wurde. Die größte Kostbarkeit des maroden Baus waren die bemalten und geschnitzten barocken Holzdecken im Mittelteil.
Im November 2009 erwarb die „Deutsch-Polnische Stiftung Kulturpflege und Denkmalschutz“ das Schloss. Nach umfangreichen Sanierungsmaßnahmen soll es als Begegnungsstätte genutzt werden. Es wird, zusammen mit der deutschen Schwesterstiftung, um ein Nutzungskonzept gerungen, um Fördermittel zu erhalten. Bisher wurde mit Geld privater deutscher Spender und Mitteln aus dem polnischen Kulturministerium geholfen. Dringende Notsicherungsmaßnahmen erfolgten bis Herbst 2013. Eingebrachte Hilfskonstruktionen stabilisieren den Bau statisch, insbesondere auch die Unterkellerung. Die Mauerkronen des Mittelteils wurden gefestigt, die Fensteröffnungen provisorisch mit durchsichtigen Folien geschlossen und das Ziegeldach durch eine Pappdeckung auf Holzschalung provisorisch ersetzt. Bisher hatte es hereingeregnet und der Schwamm hatte sich ausgebreitet. Die wertvollen, teilweise bereits zerstörten Deckenbretter (1.500 m²) wurden vor Jahren herausgenommen und sind inzwischen sachgerecht an anderer Stelle gelagert. Sie wurden desinfiziert und imprägniert.
Die Grabkapelle der Lehndorffs wurde ab 1945 mehrfach geplündert und wäre 2015 fast zur Ruine geworden. Durch eine private Spendeninitiative und mit Unterstützung der Bundesbeauftragten für Kultur und Medien konnten Mittel bereitgestellt werden, um dieses Kleinod der Architektur des Berliner Architekten Friedrich August Stüler zu retten. Für die Wiederherrichtung des Innenraumes mit seinem Netzgewölbe und seiner Akustik sind weitere Mittel notwendig. 
Am 22. Juni 2009 wurde am Schloss zum 100. Geburtstag von Heinrich Graf von Lehndorff ein Gedenkstein eingeweiht.
Der Schlosspark war völlig verwildert. Er wurde im Sommer 2012 als Projekt „Rückschnitt des Wildwuchses im historischen Schlosspark“ der Jugendbauhütte der Deutschen Stiftung Denkmalschutz durch 40 deutsche Jugendliche in zweiwöchigem Einsatz gärtnerisch und landschaftspflegerisch bearbeitet. Insbesondere die historischen Parkwege und Sichtachsen wurden wieder freigelegt.
Im Rahmen eines von der Deutschen Bundesstiftung Umwelt geförderten Modellprojektes wurden 2014/2015 der Nord-West-Turm gesichert, die eingestürzten und verschütteten Keller gesichert und wieder zugänglich gemacht und eine Flächendrainage eingebaut. Begrenzte Teile des Schlosses können seitdem wieder besichtigt werden.
Seit Mai 2019 unterstützt der Deutsche Bundestag die Fortführung der Notsicherung. Im November 2019 konnte im Ostflügel des Schlosses ein Informationspunkt eingerichtet werden, in dem sich Besucher über die Geschichte, das Doppelleben von Heinrich und Gottliebe Lehndorff und die laufenden Arbeiten informieren können. Die Gestaltung des Info-Points wurde von der Bundesbeauftragten für Kultur und Medien gefördert. Die aktuellen Arbeiten konzentrieren sich auf die Sicherung und Ertüchtigung der Fundamente, die Komplettierung der Drainage und Regenwasserkanalisation und die statisch-konstruktive Wiederherstellung der Decken im Kernbau.

## Interieur
Zur ursprünglichen Einrichtung gehörten zahlreiche Danziger Schränke, viele Ahnenbilder, flämische Gobelins („Simson“), Sammlungen von Miniaturen, chinesischen Porzellanen, Pastellen, im Erdgeschoss eine Enfilade von Staatsgemächern aus dem 17. Jahrhundert mit Wandbespannungen in Brokat und erhabener Stickerei, auch ein Fliesensaal mit Delfter Kacheln.
1943 lagerte die Familie von Lehndorff Teile der Inneneinrichtung auf Burg Kriebstein aus, welche der befreundeten Familie von Arnim gehörte. Nachdem das Vermögen 1944 bereits von der NS-Regierung enteignet worden war, ließ die Sowjetunion 1947 rund 90 Prozent beschlagnahmen. Der kleinere Teil war in einen Kamin auf der Burg eingemauert worden und wurde erst 1986 bei Renovierungen entdeckt: der sogenannte Schatz von Kriebstein. Große Teile davon sollen nach dem Willen der Familie Lehndorff nach Schloss Steinort zurückkehren.